# Briongos de Cervera
Briongos de Cervera es un antiguo municipio 095018 y una Entidad Local Menor perteneciente al municipio de Ciruelos de Cervera, Burgos, en España. Está situada en la comarca de Arlanza.
Su Alcalde pedáneo (2011-), es Tomás Camarero Arribas del PCAL

## Situación
Situado al este de la capital del municipio Ciruelos, dista 2,8 km y próximo a Espinosa de Cervera.

## Espacio natural
En el espacio natural La Yecla y los Sabinares del Arlanza, al sur de la Peña de Cervera, Arroyo de Rebriongos, colindante a la comarca de la Ribera del Duero.

## Festivales
- Bonetes Festival: singular y original festival de música alternativa cuya celebración suele producirse a finales de julio. Cita ineludible para los raperos y roqueros de la zona en busca de nuevas sensaciones musicales y sociales.

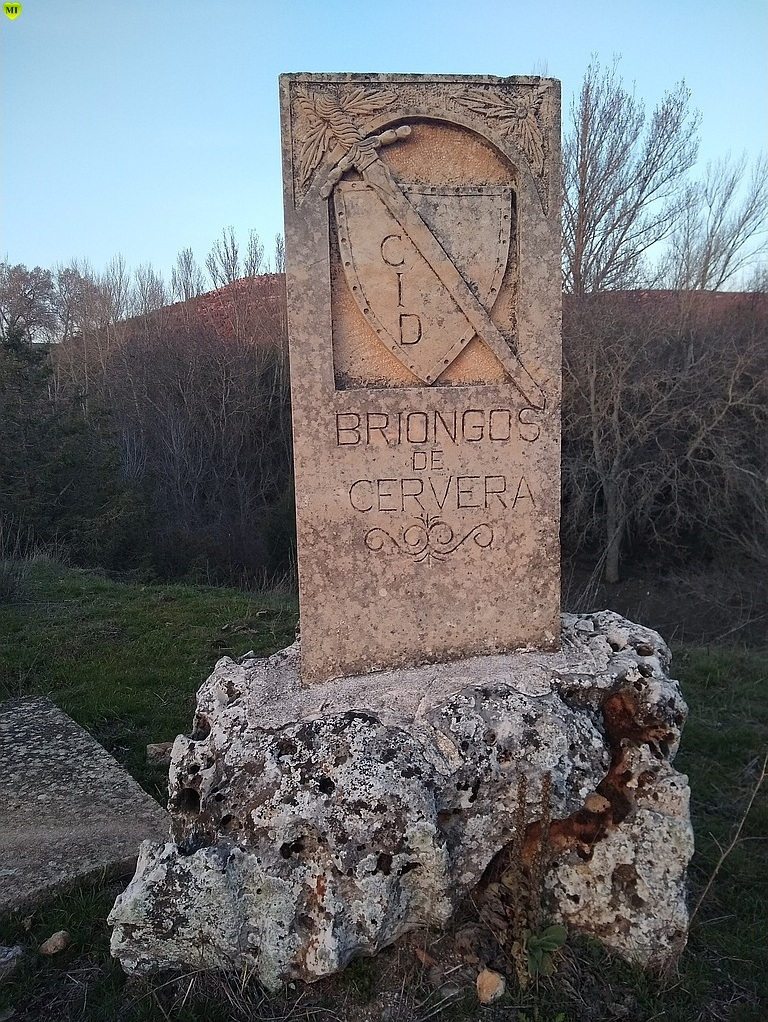
Camino del Cid
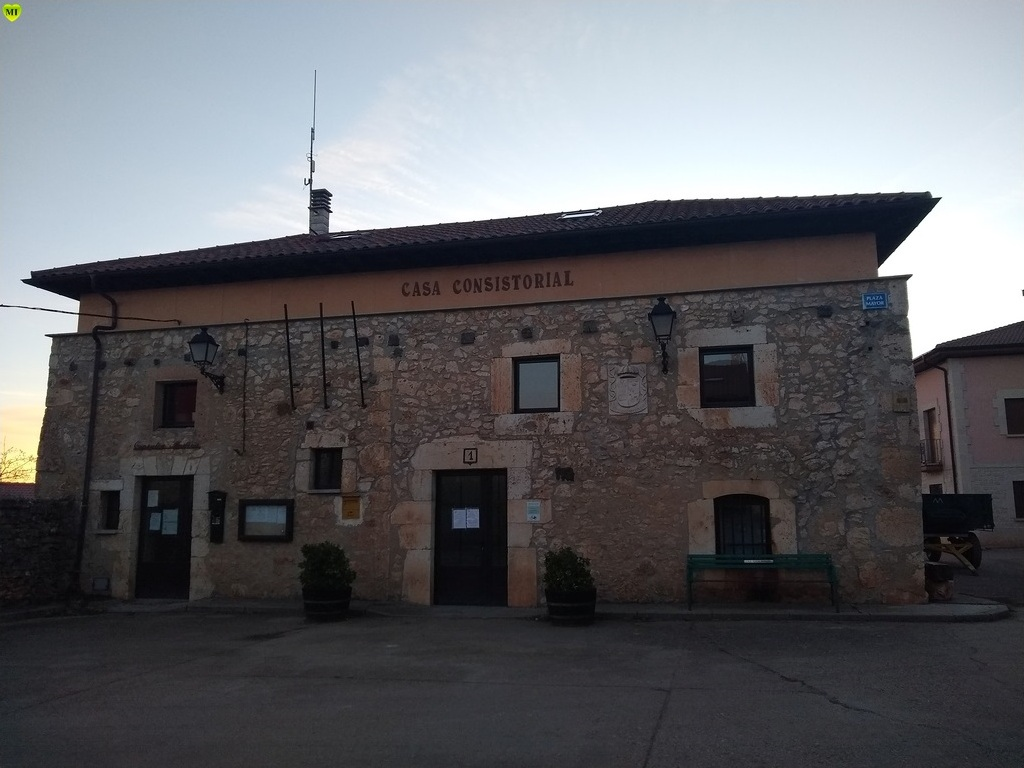
Casa Consistorial
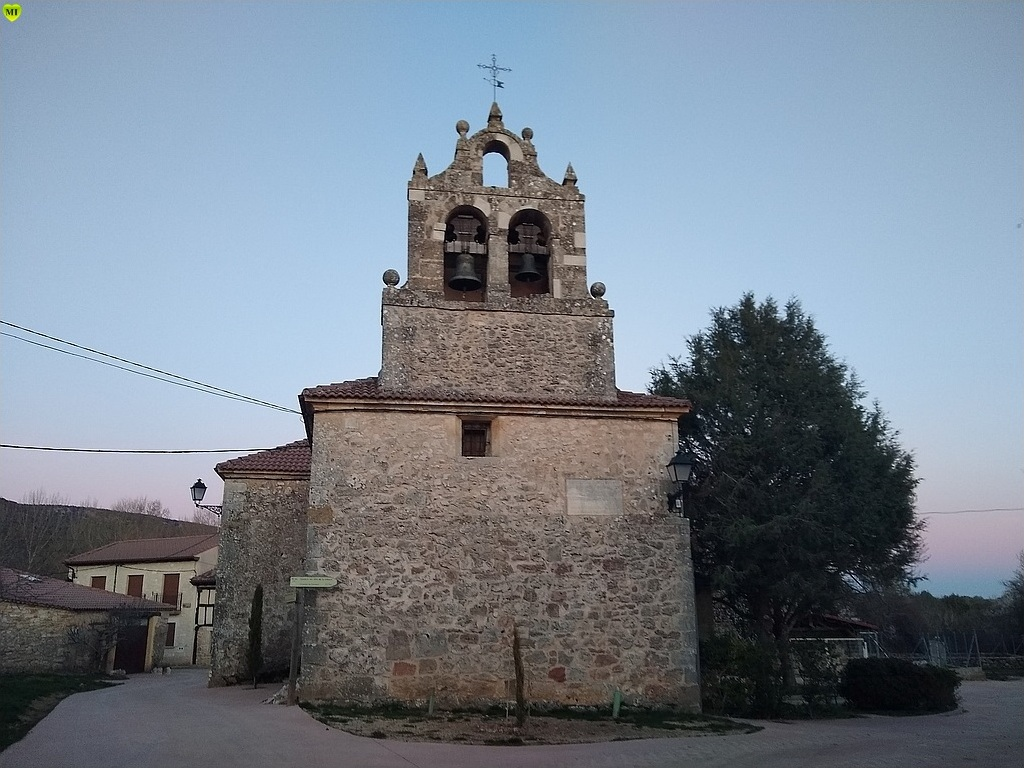
Iglesia parroquial
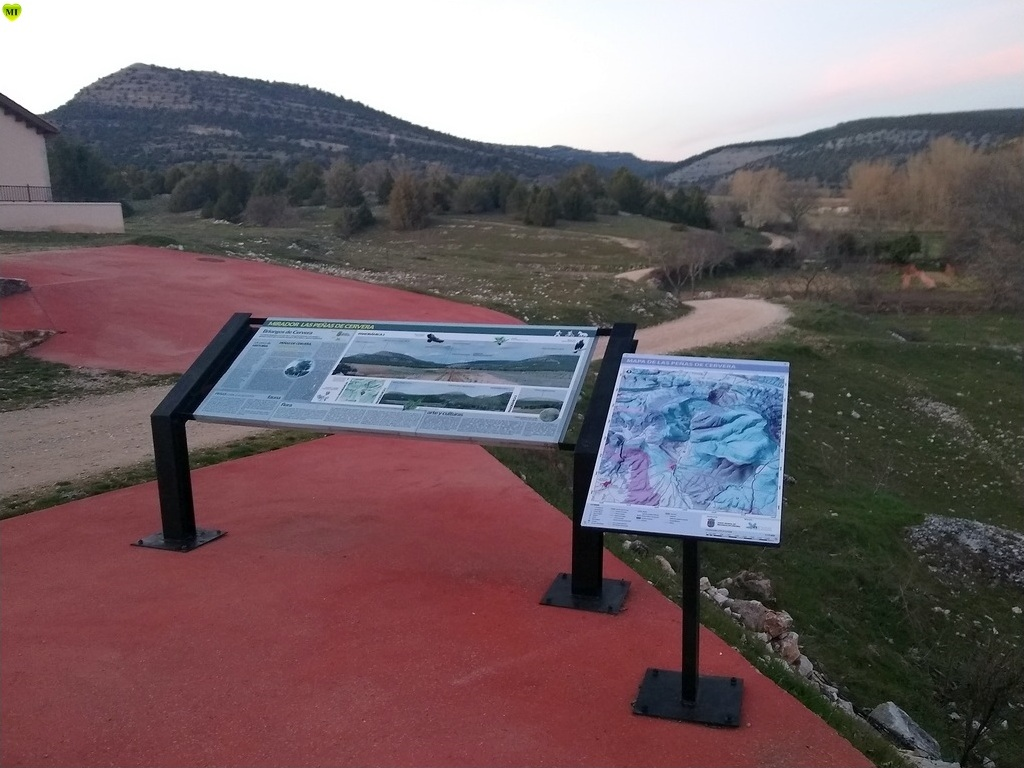
Mirador
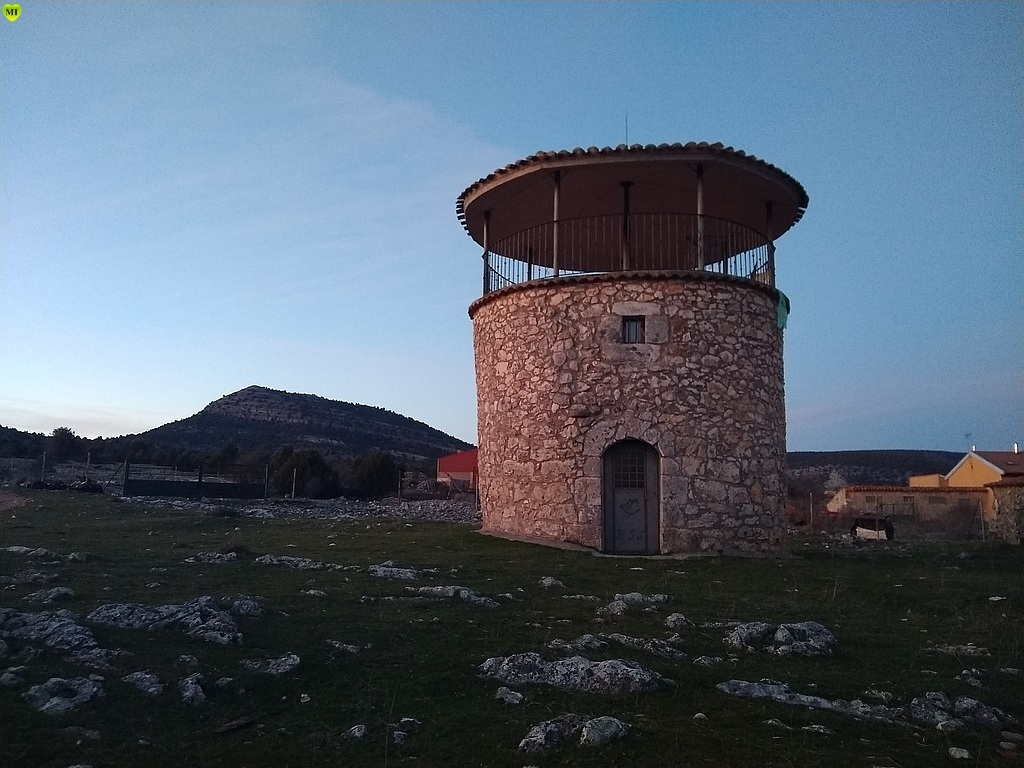